# 642 Clara
För andra betydelser, se Clara.
642 Clara eller 1907 ZY är en asteroid i huvudbältet, som upptäcktes 8 september 1907 av den tyske astronomen Max Wolf i Heidelberg. Den är uppkallad efter upptäckarens hushållerska.
Asteroiden har en diameter på ungefär 33 kilometer.